# ドラゴンボール レジェンズ
『ドラゴンボール レジェンズ』 (DRAGON BALL Legends) はバンダイナムコエンターテインメントより配信されているAndroid・iOS用ゲームアプリ。基本プレイ無料＋アイテム課金の方式。日本では2018年5月24日にAndroid版が、同年5月31日にiOS版が配信開始。
鳥山明の漫画『ドラゴンボール』を題材にした対戦アクションゲーム。バンダイナムコエンターテインメントとディンプスの共同開発。配信元はバンダイナムコエンターテインメント。

## 概要
対戦型3Dアクションゲーム。物語はメインであるオリジナルストーリーと、原作再現のイベントモードがある。
バトル中はフルボイス。
配信前に全世界で最終事前登録者数がバンダイナムコエンターテインメント最多の450万人を記録。2024年4月10時点で、全世界でのユーザー数が1億を突破した。

## ストーリー
オリジナルストーリーモードは『ドラゴンボール超』の力の大会終了後の話。突如として起きた「時空の混乱」によりあらゆる時空から戦士たちが集結する。「超時空バトルロイヤル」というバトルロイヤルで優勝した者には超ドラゴンボールが贈られるとのことであり、それを求める者たちは戦いを始める。そんな中、過去から飛ばされてきたサイヤ人、シャロットは名前以外の全てを失っており、記憶を取り戻し、元の世界に帰るためにこのバトルロイヤルで戦うこととなる。

## 登場キャラクター
キャラクターにはレアリティが存在する。レアリティの高さは「HERO」<「EXTREME」<「SPARKING」<「ULTRA」の順。また、一部のSPARKINGキャラクターは必殺技および究極技でフィニッシュを決めると特殊な勝利演出「LEGENDARY FINISH」が発生する「LEGENDS LIMITED」キャラクターとなっている。

### 本作オリジナルキャラクター
シャロット
声 - 赤羽根健治
本作の主人公であり、過去の世界から飛ばされてきたサイヤ人。原作者の鳥山明が描き下ろしたゲームオリジナルキャラクター。
2018年10月24日の大型アップデートで超サイヤ人化が可能になった。
2019年5月31日の大型アップデートで超サイヤ人2化が可能になった。
2020年1月15日の大型アップデートで超サイヤ人3化が可能になった。
2020年6月17日の大型アップデートで超サイヤ人ゴッド化が可能になった。
2023年6月28日の大型アップデートで超サイヤ人ゴッド超サイヤ人化が可能になった。
2025年7月16日の大型アップデートで身勝手の極意、我儘の極意化が可能になった。
ザッハ
声 - 置鮎龍太郎
魔法剣士の青年。鳥山明描き下ろしキャラクター。
2022年11月25日、レジェンズフェスティバルにて、初めてプレイアブルキャラクターとしてジブレットと共に実装された。
ジブレット
声 - 野島健児
各地で破壊活動を行うシャロットの双子の兄弟。正体が判明するまでは「フードの男」「赤衣のサイヤ人」と呼ばれていた。鳥山明描き下ろしキャラクター。
2020年6月17日に追加されたストーリーにより、超サイヤ人ゴッド化していたことが判明した。
2022年11月25日、レジェンズフェスティバルにて、初めてプレイアブルキャラクターとしてザッハと共に実装された。

### 既存のキャラクター
エピソード毎に登場したキャラクターを記載。

#### ドラゴンボール編
孫悟空：少年期
声 - 野沢雅子
ブルマ：少女期
声 - 久川綾
バニーガール ブルマ：少女期
声 - 久川綾
亀仙人
声 - 佐藤正治
亀仙人(ムキムキ筋肉)
声 - 佐藤正治
荒野の大盗賊 ヤムチャ
声 - 古谷徹
ランチ
声 - 小山茉美
桃白白
声 - 岸野幸正
ピッコロ大魔王：老
声 - 島田敏
ピッコロ大魔王
声 - 島田敏
チチ
声 - 渡辺菜生子

#### Z サイヤ人編
孫悟空
声 - 野沢雅子
孫悟飯：幼年期
声 - 野沢雅子
クリリン
声 - 田中真弓
ヤムチャ
声 - 古谷徹
餃子
声 - 江森浩子
天津飯
声 - 緑川光
ピッコロ
声 - 古川登志夫
ヤジロベー
声 - 田中真弓
栽培マン
声 - 沼田祐介
ラディッツ
声 - 千葉繁
ナッパ
声 - 稲田徹
ベジータ
声 - 堀川りょう

#### Z フリーザ編
孫悟空
声 - 野沢雅子
超サイヤ人 孫悟空
声 - 野沢雅子
孫悟飯：幼年期
声 - 野沢雅子
クリリン
声 - 田中真弓
ネイルと融合 ピッコロ
声 - 古川登志夫
ベジータ
声 - 堀川りょう
ネイル
声 - 楠大典
アプール
声 - 吉水孝宏
ラモン
声 - 吉水孝宏
オーレン
声 - 沼田祐介
ナバナ
声 - 吉水孝宏
ロベリー
声 - 吉水孝宏
ドドリア
声 - 長嶝高士
ザーボン
声 - 三浦祥朗
ジース
声 - 岸尾だいすけ
バータ
声 - 小野坂昌也
リクーム
声 - 佐々木誠二
グルド
声 - 高戸靖広
ギニュー
声 - 小西克幸
孫悟空 ギニュー
声 - 小西克幸
第一形態 フリーザ
声 - 中尾隆聖
第二形態 フリーザ
声 - 中尾隆聖
第三形態 フリーザ
声 - 中尾隆聖
最終形態 フリーザ
声 - 中尾隆聖
最終形態 フリーザ：フルパワー
声 - 中尾隆聖

#### Z 人造人間編
孫悟空
声 - 野沢雅子
超サイヤ人 孫悟空
声 - 野沢雅子
ベジータ
声 - 堀川りょう
超サイヤ人 ベジータ
声 - 堀川りょう
トランクス：青年期
声 - 草尾毅
超サイヤ人 トランクス：青年期
声 - 草尾毅
メカフリーザ
声 - 中尾隆聖
クリリン
声 - 田中真弓
人造人間19号
声 - 堀之紀
人造人間20号
声 - 沢木郁也
人造人間17号
声 - 中原茂
人造人間18号
声 - 伊藤美紀
人造人間16号
声 - 緑川光
孫悟飯（※未来の孫悟飯）
声 - 野沢雅子
超サイヤ人 孫悟飯
声 - 野沢雅子
トランクス：少年期
声 - 草尾毅
超サイヤ人 トランクス：少年期
声 - 草尾毅

#### Z セル編
超サイヤ人 孫悟空
声 - 野沢雅子
超サイヤ人 ベジータ
声 - 堀川りょう
超ベジータ
声 - 堀川りょう
孫悟飯：少年期
声 - 野沢雅子
超サイヤ人2 孫悟飯：少年期
声 - 野沢雅子
神と融合 ピッコロ
声 - 古川登志夫
トランクス：青年期
声 - 草尾毅
超サイヤ人 トランクス：青年期
声 - 草尾毅
超トランクス
声 - 草尾毅
クリリン
声 - 田中真弓
ヤムチャ
声 - 古谷徹
天津飯
声 - 緑川光
人造人間16号
声 - 緑川光
人造人間18号
声 - 伊藤美紀
世界チャンピオン ミスター・サタン
声 - 石塚運昇
初期形態 セル
声 - 若本規夫
第二形態 セル
声 - 若本規夫
完全体 セル
声 - 若本規夫
パーフェクトセル
声 - 若本規夫
セルジュニア
声 - 藤本たかひろ

#### Z 魔人ブウ編
超サイヤ人2 孫悟空
声 - 野沢雅子
超サイヤ人3 孫悟空
声 - 野沢雅子
ベジータ
声 - 堀川りょう
魔人ベジータ
声 - 堀川りょう
ベジット
声 - 野沢雅子&堀川りょう
超ベジット
声 - 野沢雅子&堀川りょう
超サイヤ人 孫悟飯：青年期
声 - 野沢雅子
アルティメット孫悟飯
声 - 野沢雅子
グレートサイヤマン1号
声 - 野沢雅子
孫悟天：幼年期
声 - 野沢雅子
超サイヤ人 孫悟天：幼年期
声 - 野沢雅子
トランクス：幼年期
声 - 草尾毅
超サイヤ人 トランクス：幼年期
声 - 草尾毅
ゴテンクス
声 - 野沢雅子&草尾毅
超サイヤ人 ゴテンクス
声 - 野沢雅子&草尾毅
超サイヤ人3 ゴテンクス
声 - 野沢雅子&草尾毅
ゴテンクス：太め
声 - 野沢雅子&草尾毅
人造人間18号
声 - 伊藤美紀
世界チャンピオン ミスター・サタン
声 - 石塚運昇
ビーデル
声 - 皆口裕子
プイプイ
声 - 麻生智久
暗黒魔界の王 ダーブラ
声 - 大友龍三郎
魔人ブウ：無邪気
声 - 塩屋浩三
魔人ブウ：純粋悪
声 - なし
魔人ブウ：悪
声 - 塩屋浩三
ゴテンクス吸収 魔人ブウ
声 - 塩屋浩三
アルティメット孫悟飯吸収 魔人ブウ
声 - 塩屋浩三
魔人ブウ：純粋
声 - 塩屋浩三

#### GT 究極のドラゴンボール探索編
超サイヤ人 孫悟空
声 - 野沢雅子
トランクス
声 - 草尾毅
パン
声 - 皆口裕子
ハイパーメガリルド
声 - 梁田清之

#### GT スーパーベビー編
超サイヤ人3 孫悟空
声 - 野沢雅子
超サイヤ人4 孫悟空
声 - 野沢雅子
超サイヤ人 ベジータ
声 - 堀川りょう
ブラ：ベジータ(アシスト)
声 - 久川綾(ブラ)、堀川りょう(ベジータ)
スーパーウーブ
声 - 私市淳
ベジータベビー
声 - 沼田祐介
スーパーベビー2
声 - 沼田祐介

#### GT 超17号編
孫悟空
声 - 野沢雅子
人造人間17号
声 - 中原茂
超17号
声 - 中原茂

#### GT 邪悪龍編
超サイヤ人4 孫悟空
声 - 野沢雅子
超フルパワーサイヤ人4 孫悟空
声 - 野沢雅子
超サイヤ人4 ベジータ
声 - 堀川りょう
超サイヤ人4 ゴジータ
声 - 野沢雅子&堀川りょう
五星龍
声 - 真殿光昭
三星龍
声 - 置鮎龍太郎
四星龍
声 - 増谷康紀
一星龍
声 - 柴田秀勝
超一星龍
声 - 柴田秀勝

#### 超 破壊神ビルス編
超サイヤ人ゴッド 孫悟空
声 - 野沢雅子
超サイヤ人2 ベジータ
声 - 堀川りょう
破壊神 ビルス
声 - 山寺宏一
ウイス
声 - 森田成一

#### 超 フリーザ復活編
超サイヤ人ゴッドSS 孫悟空
声 - 野沢雅子
超サイヤ人ゴッドSS ベジータ
声 - 堀川りょう
ジャコ
声 - 花江夏樹
シサミ
声 - 稲田徹
最終形態 フリーザ
声 - 中尾隆聖
ゴールデンフリーザ
声 - 中尾隆聖

#### 超 破壊神シャンパ編
超サイヤ人ゴッドSS 孫悟空
声 - 野沢雅子
超サイヤ人ゴッドSS界王拳 孫悟空
声 - 野沢雅子
最終形態 フロスト
声 - 中尾隆聖
キャベ
声 - 岸尾だいすけ
超サイヤ人 キャベ
声 - 岸尾だいすけ
ヒット
声 - 山路和弘

#### 超 "未来"トランクス編
超サイヤ人ゴッドSS 孫悟空
声 - 野沢雅子
超サイヤ人ゴッドSS ベジータ
声 - 堀川りょう
超サイヤ人ゴッドSS ベジット
声 - 野沢雅子&堀川りょう
超サイヤ人2 トランクス：青年期
声 - 草尾毅
超サイヤ人 トランクス：青年期（怒り）
声 - 草尾毅
マイ
声 - 山田栄子
トランクス：マイ(アシスト)
声 - 草尾毅(トランクス)、山田栄子(マイ)
ゴクウブラック
声 - 野沢雅子
超サイヤ人ロゼ ゴクウブラック
声 - 野沢雅子
ザマス
声 - 三木眞一郎
合体ザマス
声 - 三木眞一郎
半身崩壊 合体ザマス
声 - 三木眞一郎
ヒット
声 - 山路和弘

#### 超 宇宙サバイバル編
身勝手の極意"兆" 孫悟空
声 - 野沢雅子
身勝手の極意 孫悟空
声 - 野沢雅子
超サイヤ人ゴッドSS：進化 ベジータ
声 - 堀川りょう
孫悟飯：青年期
声 - 野沢雅子
アルティメット孫悟飯
声 - 野沢雅子
人造人間17号
声 - 中原茂
人造人間18号
声 - 伊藤美紀
ゴールデンフリーザ（天使）
声 - 中尾隆聖
リブリアン
声 - 北川里奈
カクンサ
声 - 白石涼子
ロージィ
声 - 斉藤佑圭
キャウェイ
声 - 國府田マリ子
カリフラ
声 - 小松由佳
超サイヤ人2 カリフラ
声 - 小松由佳
ケール
声 - ゆかな
超サイヤ人 ケール：暴走
声 - ゆかな
超サイヤ人2 ケフラ
声 - 小松由佳&ゆかな
破壊神 シャンパ
声 - 岩田光央
ヴァドス
声 - 山口由里子
バジル
声 - 小山剛志
ラベンダ
声 - 草尾毅
ベルガモ
声 - 竹本英史
トッポ
声 - 乃村健次
ディスポ
声 - 島田敏
カーセラル
声 - 松山鷹志
ジレン
声 - 花輪英司
ユーリン
声 - 前田愛

#### ドラゴンボールDAIMA編
孫悟空(ミニ)
声 - 野沢雅子
超サイヤ人 孫悟空(ミニ)
声 - 野沢雅子
超サイヤ人3 ベジータ
声 - 堀川りょう
グロリオ
声 - 内山昂輝
タマガミ・ナンバー・スリー
声 - 三宅健太

#### アニメオリジナル編
バーダック
声 - 野沢雅子
超サイヤ人 バーダック
声 - 野沢雅子
トーマ
声 - 稲田徹
セリパ
声 - 三田ゆう子
パンブーキン
声 - 増谷康紀
トテッポ
声 - 塩屋浩三
第一形態 フリーザ
声 - 中尾隆聖
チルド
声 - 中尾隆聖
タイタンズ ヤムチャ
声 - 古谷徹
ラーズベリ
声 - 桐本拓哉
ネイブル
声 - 平井啓二
モンレー
声 - 桐本拓哉
グプレー
声 - 桐本拓哉
超界王拳 孫悟空
声 - 野沢雅子
パイクーハン
声 - 緑川光

#### 劇場版編
孫悟空
声 - 野沢雅子
超サイヤ人 孫悟空
声 - 野沢雅子
超サイヤ人ゴッド 孫悟空
声 - 野沢雅子
孫悟空：少年期 最強への道
声 - 野沢雅子
ピッコロ（潜在能力解放）
声 - 古川登志夫
オレンジピッコロ
声 - 古川登志夫
ベジータ
声 - 堀川りょう
超サイヤ人 ベジータ
声 - 堀川りょう
超サイヤ人ゴッド ベジータ
声 - 堀川りょう
超ゴジータ
声 - 野沢雅子&堀川りょう
ゴジータ
声 - 野沢雅子&堀川りょう
超サイヤ人 ゴジータ
声 - 野沢雅子&堀川りょう
超サイヤ人ゴッドSS ゴジータ
声 - 野沢雅子&堀川りょう
超サイヤ人 孫悟飯：少年期
声 - 野沢雅子
超サイヤ人2 孫悟飯：少年期
声 - 野沢雅子
超サイヤ人 孫悟飯：青年期
声 - 野沢雅子
孫悟飯(ビースト)
声 - 野沢雅子
グレートサイヤマン2号
声 - 皆口裕子
グレートサイヤマン1号：2号（アシスト）
声 - 野沢雅子（1号）、皆口裕子（2号）
超サイヤ人 孫悟天：幼年期
声 - 野沢雅子
トランクス：青年期
声 - 草尾毅
超サイヤ人 トランクス：青年期
声 - 草尾毅
パン
声 - 皆口裕子
パイクーハン
声 - 緑川光
勇者 タピオン
声 - 優希比呂
人造人間8号
声 - 宝亀克寿
ガーリックJr.
声 - 神谷明
スーパーガーリックJr.
声 - 神谷明
バーダック
声 - 野沢雅子
ターレス
声 - 野沢雅子
アモンド
声 - 銀河万丈
レズン：ラカセイ(アシスト)
声 - 屋良有作(レズン)、佐藤正治(ラカセイ)
ダイーズ
声 - 真地勇志
カカオ
声 - 里内信夫
超ナメック星人 スラッグ
声 - 屋良有作
クウラ
声 - 中尾隆聖
最終形態 クウラ
声 - 中尾隆聖
サウザー
声 - 速水奨
メタルクウラ
声 - 中尾隆聖
人造人間13号
声 - 遠藤守哉
人造人間14号
声 - 江川央生
人造人間15号
声 - 小林俊夫
合体13号
声 - 遠藤守哉
伝説の超サイヤ人 ブロリー
声 - 島田敏
ボージャック
声 - 玄田哲章
フルパワーボージャック
声 - 玄田哲章
ゴクア
声 - 森川智之
フルパワーゴクア
声 - 森川智之
ザンギャ
声 - Chiko
ビドー
声 - 江川央生
ブージン
声 - 龍田直樹
スーパージャネンバ
声 - 玄田哲章
ナッパ：青年期
声 - 稲田徹
最終形態 フリーザ
声 - 中尾隆聖
ブロリー
声 - 島田敏
ブロリー：怒り
声 - 島田敏
超サイヤ人 ブロリー
声 - 島田敏
超サイヤ人 ブロリー：フルパワー
声 - 島田敏
ガンマ1号
声 - 神谷浩史
ガンマ2号
声 - 宮野真守
マゼンタ
声 - ボルケーノ太田

### 本作オリジナルストーリーより登場
シャロット
声 - 赤羽根健治
超サイヤ人 シャロット
声 - 赤羽根健治
超サイヤ人2 シャロット
声 - 赤羽根健治
超サイヤ人3 シャロット
声 - 赤羽根健治
超サイヤ人ゴッド シャロット
声 - 赤羽根健治
ザッハ
声 - 置鮎龍太郎
ジブレット
声 - 野島健児
超サイヤ人ゴッド ジブレット
声 - 野島健児

### ドラゴンボール ファイターズよりゲスト登場
人造人間21号
声 - 桑島法子
人造人間21号：善
声 - 桑島法子
人造人間21号：悪
声 - 桑島法子
人造人間21号：変身（悪）
声 - 桑島法子

### ドラゴンボールZ カカロットよりゲスト登場
カカロット 孫悟空
声 - 野沢雅子

### 雑魚キャラクター
サイバイマン型
サイバイマン
色は黄緑色。
キンカンマン
ゲームオリジナルキャラクターで、色は金色。
ギンナンマン
ゲームオリジナルキャラクターで、色は銀色。
カカオマン
ゲームオリジナルキャラクターで、色はチョコ色。
アプール型
アプール
色は肌が薄紫色。
オーレン
色は肌が橙色。
ラーズベリ型
ラーズベリ
色はアンダースーツが紫色。

#### 既存のゲーム登場キャラクター
サイバイマン型
カイワレマン
色は青色と水色。
キュウコンマン
色は橙色。
ジンコウマン
色は銀色と黒色。
テンネンマン
色は薄紫色と濃い水色。
コピーマン
色は黒色。
アプール型
ナバナ
色は肌が青緑色。
ロベリー
色は肌が茶色。
ラモン
色は肌が濃い黄緑色。
ラーズベリ型
ネイブル
色は顔が肌色、スーツが黒と黄土色。
モンレー
色は顔が水色、アンダースーツが濃い水色。
グプレー
色は顔が肌色、スーツが黒と茶色。

## 配信地域
『ドラゴンボール レジェンズ』は50カ国以上でサービス展開されている。アイルランド、アメリカ、イギリス、イスラエル、イタリア、インド、インドネシア、エストニア、オーストラリア、オーストリア、オランダ、カナダ、韓国、キプロス、ギリシャ、シンガポール、スイス、スウェーデン、スペイン、スロバキア、スロベニア、タイ、台湾、デンマーク、ドイツ、トルコ、ニュージーランド、ノルウェー、フィリピン、フィンランド、ブラジル、フランス、ベルギー、ポーランド、ポルトガル、香港、マカオ、マレーシア、南アフリカ、メキシコ、リトアニア、ルクセンブルク、ブルガリア、クロアチア、チェコ、ハンガリー、アイスランド、ラトビア、リヒテンシュタイン（Android版のみ）、マルタ、ルーマニア、日本などで配信。

## 歴史
2018年
- 5月17日 - US Android版を配信開始。
- 5月21日 - EU Android版を配信開始。
- 5月24日 - 日本、韓国、台湾 Android版を配信開始。
- 5月28日 - 全地域のAndroid版を配信開始。
- 5月31日 - 全地域のiOS版を配信開始。
- 6月21日 - 全世界1,000万ダウンロード突破[29]。
- 12月7日 - Google Playの「ベスト オブ 2018」の授与式で大賞を受賞した[30]。
- 12月14日 - 2019年1月31日まで、『ドラゴンボール超 ブロリー』とのコラボレーションガシャ開催[31]。

2019年
- 3月13日 - 登録ユーザー数2,000万人を達成[32]。
- 5月25日（現地時間） - 世界大会「DRAGONBALL LEGENDS SHOWDOWN IN LAS VEGAS」がアメリカ・ラスベガスのLuxor Hotel and Casinoにある、eスポーツ施設「HyperX Esports Arena Las Vegas」で開催[33]。
- 10月23日 - 全世界3,000万ダウンロード突破[34]。

2020年
- 11月27日 - 全世界4,000万ダウンロード突破[35]。

2021年
- 8月5日 - 全世界5,000万ダウンロード突破[36]。

2022年
- 2月24日 - 全世界6,000万ダウンロード突破[37]。

2023年
- 2月15日 - 全世界7,000万ダウンロード突破[38]。
- 8月18日 - 全世界8,000万ダウンロード突破[39]。

2024年
- 4月10日 - 全世界1億ダウンロード突破[7]。